# The Wall Street Journal
The Wall Street Journal (Kurzform: The Journal, auch WSJ) ist eine internationale Tageszeitung, die in New York City vom Verlag Dow Jones & Company herausgegeben wird. Die Zeitung kommt auf Englisch, Japanisch und Chinesisch heraus. Das Wall Street Journal ist, Stand Januar 2019, nach Auflage die zweitstärkste Zeitung der USA. Die Zeitung erscheint im Broadsheet-Format und online. Das Journal wird seit seiner Einführung am 8. Juli 1889 kontinuierlich gedruckt.

## Geschichte

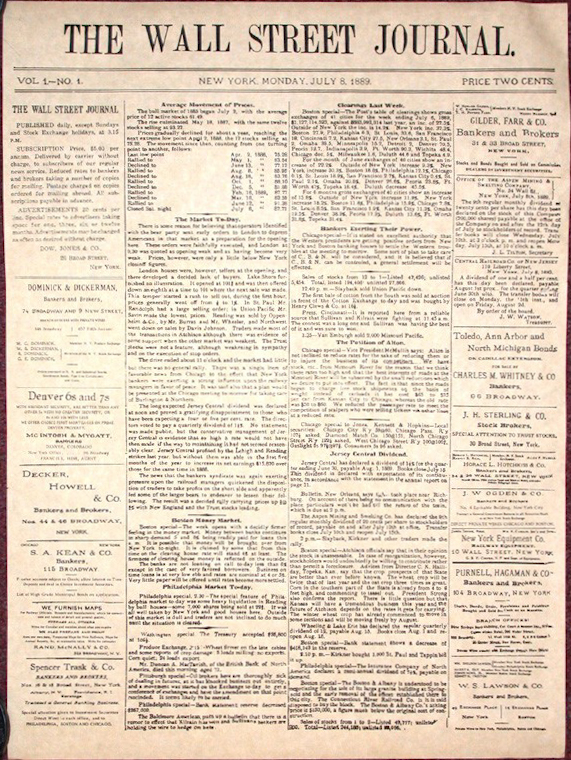
Erstausgabe des „Wall Street Journal“

Das Wall Street Journal wurde am 8. Juli 1889 durch Charles Dow, Edward Davis Jones und Charles Bergstresser gegründet und ist seitdem ohne Unterbrechung erschienen. Die Zeitung berichtet hauptsächlich über internationale Wirtschafts- und Finanzthemen, mit dem Schwerpunkt auf den USA. Der Name bezieht sich auf die Wall Street, einer Straße im Finanzbezirk von New York City und Sitz der New York Stock Exchange. Die Zeitung hat bis zum Jahr 2023 insgesamt 39-mal einen Pulitzer-Preis gewonnen.
Am 28. Juni 2007 erschienen rund 200 von 700 Journalisten des Wall Street Journals nicht zur Arbeit, um gegen das Übernahmeangebot des Medienunternehmers Rupert Murdoch vom 2. Mai 2007 zu protestieren. Ab dem 2. Mai 2007 führte Murdoch Verhandlungen mit den Eigentümern des Dow-Jones-Verlages. Während man dem überaus großzügigen Übernahmeangebot von 60 Dollar je Aktie zunächst skeptisch gegenüberstand, einigten sich die Mitglieder der Familie Bancroft letztlich doch auf einen Verkauf ihrer Mehrheitsanteile. Bisher hält die Familie Bancroft 60 Prozent der WSJ-Aktien. Mit der Übereinkunft mit dem Medienunternehmer Rupert Murdoch vom 1. August 2007 ging der Zeitungsverlag für einen Übernahmepreis von ca. 5 Milliarden Dollar in das Eigentum von Murdochs Medienkonzern News Corporation über. Laut Herausgeber L. Gordon Crovitz soll Murdoch zugesichert haben, nicht an den weitgehenden redaktionellen Freiheiten des Blattes rütteln zu wollen. Kommentatoren haben jedoch seitdem Zweifel an der Unabhängigkeit der Zeitung gegenüber Murdochs Konzern geäußert.
Seit dem 10. Januar 2012 erschien das Wall Street Journal auch in einer deutschsprachigen Ausgabe; jedoch ausschließlich online. Die Nachrichten wurden von den Journalisten des deutschen Dow-Jones-Ablegers verfasst und von einer kleinen WSJ-Redaktion in Frankfurt am Main aufbereitet. Die komplette Ausgabe war nur als Bezahl-Abo zu erhalten.
Im Herbst 2014 wurde bekannt, dass sowohl die deutsche als auch die türkische Online-Ausgabe zum Jahresende eingestellt werden. Außerdem werden in den USA das WSJ Radio und Sonntagsbeilagen in Partnerzeitungen eingestellt. Insgesamt fielen 50 bis 60 Arbeitsplätze weg.

## Auflage und Leserkreis

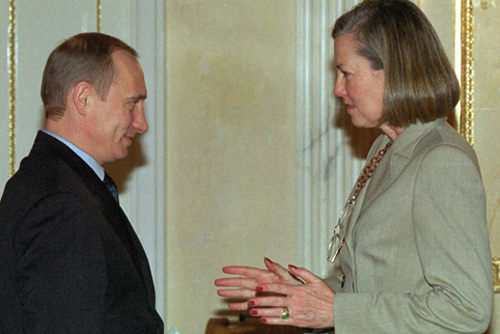
Der russische Präsident Wladimir Putin mit Karen Elliott House, der Korrespondentin des Wall Street Journal am 11. Februar 2002 im Kreml

Die durchschnittliche Auflage lag im Jahr 2019 etwas höher als zwei Millionen Exemplare einschließlich Online-Abonnements. Die jahrelang auflagenstärkste Zeitung in den USA verlor zwischenzeitlich ihre Spitzenreiterposition auf dem Zeitungsmarkt an USA Today, konnte den Konkurrenten jedoch ab Herbst 2009 wieder bei der Auflage überholen, bevor sie den Platz im Jahr 2019 wieder abgeben musste.
Nach Berichten der britischen Zeitung The Guardian hat das Wall Street Journal mit unsauberen Methoden seine Auflagenzahl künstlich hochgetrieben.
Das WSJ ist die einzige Zeitung der USA, die ihre Inhalte im Internet fast ausschließlich kostenpflichtig verbreitet. Zurzeit hat die Zeitung rund eine Million Online-Abonnenten, die für ihren Zugang jährlich 75 Dollar bezahlen. Der neue Mehrheitseigentümer Rupert Murdoch hatte zunächst angedeutet, die Online-Version künftig frei zugänglich machen und über Anzeigen zu finanzieren, wollte später aber bestimmte Rubriken weiter bezahlpflichtig anbieten.
Das Wall Street Journal ist Pflichtblatt der US-Börsen.
Das Onlineportal des Wall Street Journals erreicht 42,4 Millionen Leser und 169 Millionen Seitenaufrufe (Stand 2017). Das Haushaltseinkommen des durchschnittlichen Lesers beträgt 242.000 US-$ und das Vermögen etwa 1.490.000 US-$. Die Besucher sind im Mittel 43 Jahre alt. 35 Prozent der Besucher sind in Top-Management-Positionen beschäftigt.

## Profil und politische Ausrichtung
Die politische Ausrichtung des Wall Street Journal gilt als konservativ und den Republikanern zugeneigt. In ökonomischen Fragen vertritt das Blatt wirtschaftsliberale Positionen.
Die Zeitung gilt als einflussreiches Forum für die organisierte Klimawandelleugnerbewegung, das häufig Personen zu Wort kommen lässt, die den menschengemachten Klimawandel abstreiten. Nach einer 2015 erschienenen Studie war das WSJ unter den führenden US-Zeitungen diejenige, die am wenigsten über die negativen Folgen der globalen Erwärmung berichtete. Zugleich berichtete sie am negativsten über Klimapolitik und Klimaschutzmaßnahmen. Eine 2016 erschienene Untersuchung kam zu dem Ergebnis, dass nur 14 % der 279 Gastbeiträge, die seit 1995 zum Thema Klimawandel erschienen, die Konsensmeinung in der Klimaforschung wiedergaben. Zudem erkannte kein einziges von 201 Editorials den Umstand an, dass die globale Erwärmung auf die Verbrennung fossiler Energieträger zurückzuführen ist.

## Layout
Als Besonderheit unter den großen Zeitungen verwendet das Wall Street Journal anstatt Fotos eine Zeichentechnik, die Hedcut genannt wird. Dies sind künstlerische Zeichnungen, die aus Punkten zusammengesetzt ein Bild ergeben (vgl. die bis in die 1890er Jahre übliche Technik des Holzstichs).

## Inhaltliche Teile
Das Wall Street Journal hat im Durchschnitt 30–40 Seiten (die Wochenendausgabe ca. 50 Seiten) und gliedert sich in mehrere inhaltliche Teile:
- Section One: enthält Unternehmensnachrichten sowie politische und wirtschaftliche Berichte
- Marketplace (seit 23. Juni 1980): deckt die Themenbereiche Gesundheit, Technologie, Massenmedien und Marketing ab
- Money and Investing (seit 3. Oktober 1988): enthält Analysen über die internationalen Finanzmärkte
- Personal Journal (erscheint dienstags bis donnerstags seit 9. April 2002): Dieser Teil enthält Informationen über Geldanlagen, Karriere und Kultur
- Weekend Journal (erscheint freitags seit 20. März 1998): die Wochenendbeilage enthält beispielsweise die Themen Immobilien, Reisen und Sport

Die Zeitung erscheint in Asien als The Asian Wall Street Journal und in Europa als The Wall Street Journal Europe und arbeitet unter anderem mit dem deutschen Handelsblatt zusammen.